# Pardon My Sarong
Pardon My Sarong (Brasil Dois Caraduras de Sorte, ou Dois Camaradas de Sorte) é um filme americano de 1942, do gênero comédia romântico-musical-aventuresca, dirigido por Erle C. Kenton.

## Sinopse
Tommy Layton (Robert Paige), um rico solteiro um ônibus da cidade para levá-lo de Chicago a Los Angeles. Uma vez lá, ele pretende participar de uma corrida de iates para o Havaí. Os motoristas de ônibus, Algy (Bud Abbott) e Wellington (Lou Costello), são perseguidos por um detective (William Demarest) contratado pela empresa de ônibus. Eles escapam da captura da captura, dirigindo o ônibus em um píer de pesca. Layton, que agora está em seu iate, os resgata e os contrata como sua tripulação para a corrida. Um concorrente seu na corrida, Joan Marshall (Virginia Bruce) demitiu sua tripulação original sem o seu conhecimento. Ele promete vingança raptando-a e levando-a na corrida.

## Recepção
A revista brasileira A Cena Muda, especializada em cinema, deu ao filme a nota 2,5 de 4, chamando a atenção para suas gags repetitivas mas eficazes em fazer rir, principalmente quando "coisas tão trágicas esperam o espectador à saída".